# PLACE FOR TWO
PLACE FOR TWO(プレース・フォー・ツー)はTWINZERの5thシングル。

## 内容
松川敏也（ギター）加入後のシングル。ジャケットでは、生沢佑一（ボーカル）と松川の2人が写っている。但し、本作では作詞・作曲のクレジットを表記していないが、JBOOKでの作品紹介サイトでは、表題曲・カップリング共に表記している。2枚目のアルバム『Feel All Right』と同時発売だが、表題曲のみ、制作クレジットが表記されている。

## 収録曲
1. PLACE FOR TWO
作詞:森山翔 作曲:生沢佑一 編曲:葉山たけし
2. LONELY LOVE
作詞･作曲:生沢佑一[2] 編曲:徳永暁人[1]
3. PLACE FOR TWO (inst.)